# Fort Nieuwersluis

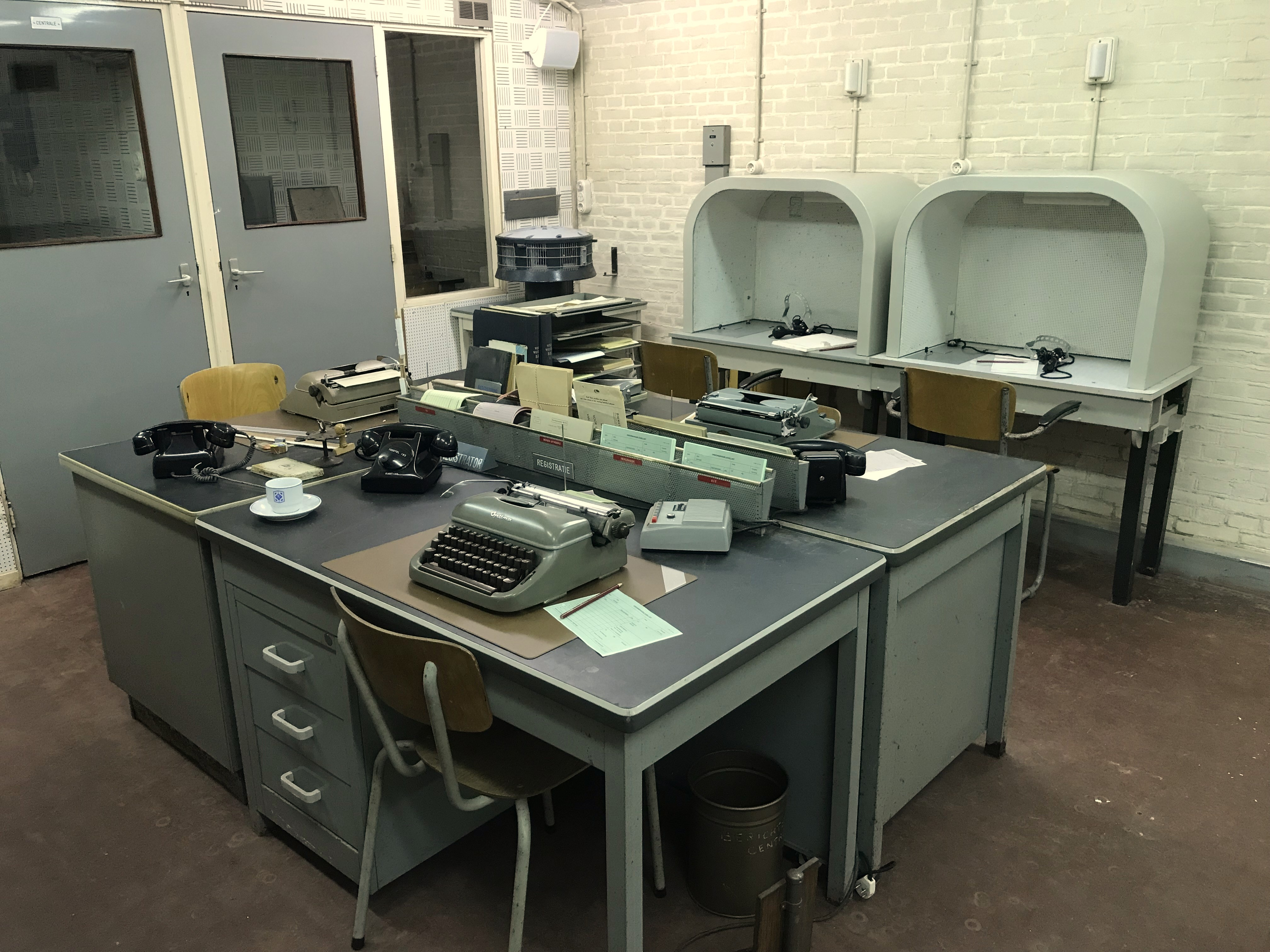
De kamer voor de communicatie van de BB in Fort Nieuwersluis

Het Fort Nieuwersluis is een fort van de Nieuwe Hollandse Waterlinie. Het ligt in Nieuwersluis aan de Vecht .

## Geschiedenis
Omstreeks 1446 werd de Nieuwe Wetering gegraven. Het was de verbinding tussen de Vecht en de Angstel en een belangrijke verbetering voor de binnenvaart tussen Amsterdam, Muiden en Utrecht. Vanwege het verschil in waterniveau tussen beide twee rivieren was een schutsluis noodzakelijk. Deze 'Nije Sluse', waaraan het dorp Nieuwersluis zijn naam ontleent, kreeg ook militair belang als inundatiesluis voor de Oude Hollandse Waterlinie.

### Oude Hollandse Waterlinie
In 1629 werd Nieuwersluis versterkt om de schutsluis, de Vecht en de weg tussen Utrecht en Amsterdam te verdedigen. Er werd een schans gebouwd. In 1688 werd deze versterking geslecht en hier ligt nu de buitenplaats Sterreschans. Op circa een kilometer ten noorden van deze oude schans kwam een nieuw verdedigingswerk. In 1673 lag op de westelijke Vechtoever een tweezijdig gebastioneerd fort en op de oostelijke oever een hoornwerk. In de periode 1745-1746 werden nieuwe aardwerken en een dubbele gracht in een stervormig patroon rond de fortificaties gelegd. Aan het einde van de 18de eeuw verrezen nieuwe militaire gebouwen, zoals een kruitkelder en een arsenaal aan de Rijksstraatweg.

### Nieuwe Hollandse Waterlinie
In 1815 werd de Nieuwe Hollandse Waterlinie  geïntroduceerd en delen van de Oude Hollandse Waterlinie, waaronder Nieuwersluis, werden hierin opgenomen. Twee jaar later lag er een verbeterplan, maar geld om deze uit te voeren was er niet, de nadruk lag op de nieuwe forten ten oosten van de stad Utrecht.
Op 18 december 1843 werd de spoorlijn Utrecht-Amsterdam in gebruik genomen door de Nederlandsche Rhijnspoorweg-Maatschappij. De spoorlijn lag achter de nieuwe Hollandse waterlinie en was een belangrijk acces dat gedekt diende te worden. Tussen 1849 en 1851 werd Nieuwersluis hiervoor vernieuwd waarbij de frontzijde naar het zuiden gericht werd. Er kwam een torenfort op het terrein met een eigen natte gracht en ophaalbrug. Het kreeg bakstenen buitenmuren van een meter dik, een diameter van 28,3 meter en kwam tot 7,3 meter boven het maaiveld. Voor de fundering zijn 800 heipalen van 7 meter de grond in geheid. Op het dak van het torenfort werden de kanonnen opgesteld en hiermee konden de nieuwe spoorlijn, de Vecht en de hoofdweg worden beschoten.
In 1871 werd bij het fort een damsluis in de Vecht aangelegd. De rivier vervulde een belangrijke functie bij de aanvoer van inundatiewater vanuit de toenmalige Zuiderzee en de Lek. De damsluis was noodzakelijk als scheiding tussen het lage waterpeil uit de Zuiderzee en het hogere waterpeil in de Lek. De afdamming werd gerealiseerd door het plaatsen van een dubbele rij schotbalken in drie doorvaartopeningen. De ruimte tussen de schotbalken werd volgestort met zand en klei voor een goede waterdichte afsluiting. De damsluis heeft tegenwoordig geen functie meer.
Door de introductie van nieuw geschut en granaten was het torenfort kwetsbaar geworden. In 1880-1882 werd het fort weer onderhanden genomen en kreeg de huidige vorm. Er kwam een zeven meter hoge aarden wal met opstelplaatsen voor geschut, drie bomvrije remises voor de stalling van kanonnen met in de kelder een munitieopslag, en een bomvrije kazerne. De kazerne heeft twee verdiepingen voor de bezetting van ruim 400 man. De toren werd grotendeels aangeaard, inclusief het dak, en de gracht gedempt. De fortificaties op de oostelijke Vechtoever verdwenen bijna volledig. Het land werd gebruikt voor een pupillenschool met kazernegebouw.
Dit was de laatste grote verbouwing van het fort. Tijdens de Eerste en Tweede Wereldoorlog werden langs de nieuwe Hollandse waterlinie nog veel betonnen schuilplaatsen, kanon- en mitrailleurkazematten en tankversperringen gebouwd, maar niet op dit fort. Het fort behield wel de taak in de verdediging van de inundatiewerken en accessen.

### Gebruik
Het fort is driemaal gemobiliseerd, tijdens de Frans-Duitse Oorlog van 1870-71, gedurende de Eerste Wereldoorlog en aan het begin van de Tweede Wereldoorlog. In geen van de drie gevallen is daadwerkelijk gevochten bij het fort.
Bij Koninklijk besluit van 16 augustus 1960 werd Nieuwersluis als vesting opgeheven. Tijdens de Koude Oorlog was er op het fort een kringcommandopost van de Bescherming Bevolking (BB) gevestigd. Voor de commandopost werd een deel van het bestaande kazernegebouw aangepast. Er kwam een speciale ruimte met een grote luchtzuiveringsinstallatie, gasdichte en drukbestendige deuren en veel communicatie apparatuur. Veel van deze uitrusting is bewaard gebleven. 
Na de opheffing van de BB in 1987 ging de commandopost over naar het Korps Mobiele Colonnes.

## Huidige situatie
Het fort bleef nog tot 1997 in handen van het Ministerie van Defensie en kwam vervolgens in handen van Natuurmonumenten. Het heeft een recreatieve bestemming en is toegankelijk ook met rondleidingen. Er resteren nog veel militaire bouwwerken uit de 19e en 20e eeuw. Het torenfort is dichtgemaakt en dient als schuilplaatsen voor vleermuizen.
Op 10 september 2020 werd de opnieuw ingerichte BB commandopost geopend. Veel materiaal dat destijds door de BB werd gebruikt is hier te zien. In ‘Beleef de BB’ kun je ervaren hoe een oefening van de Bescherming Bevolking destijds verliep. De post is van woensdag tot en met zondag te bezoeken.
In februari 2023 is de Remise E op het fort in gebruik genomen als startlocatie voor de rondleidingen. De deelnemers worden opgevangen in de ruimte waar vroeger de kanonnen werden gestald en in de munitiekelder zijn informatieve platen met foto's en tekst over de Hollandse Waterlinies.

## Naslagwerk
- D.T. Koen, Nieuwersluis: Van Starreschans tot Strafbastion, Phoenix Publisher, 1998, ISBN 9090122583